# 绒叶仙茅
绒叶仙茅（学名：Curculigo crassifolia），为石蒜科仙茅属下的一个植物种。